# Volo Biman Bangladesh Airlines 060
Il volo Biman Bangladesh Airlines 060 era un volo passeggeri internazionale di linea dall'aeroporto iInternazionale Hazrat Shah Jalal di Dacca, in Bangladesh, all'aeroporto Internazionale di Yangon, in Birmania. L'8 maggio 2019, il Bombardier Q400 uscì di pista durante l'atterraggio e la fusoliera si ruppe in tre parti. Non ci furono vittime, ma 20 dei 34 a bordo, tra cui 5 membri dell'equipaggio, rimasero feriti: l'aereo rimase danneggiato in maniera importante e venne in seguito demolito.

## L'aereo
Il velivolo coinvolto aveva numero di registrazione S2-AGQ. L'aereo era stato consegnato alla Smart Aviation Company nel 2011 e noleggiato a Biman Bangladesh Airlines nell'aprile 2015.

## L'incidente
Nel primo pomeriggio dell'8 maggio 2019, intorno alle 15:15 ora locale, il volo 060 della Biman Bangladesh Airlines decollò da Dacca per un volo passeggeri di linea diretto a Yangon, in Birmania. Al momento dell'incidente era presente un temporale e le condizioni meteorologiche erano pessime.
Dopo l'atterraggio, per circostanze sconosciute l'aereo deviò dalla sua rotta uscendo di pista e finendo nel prato adiacente. L'impatto fece sì che l'aereo si spezzasse in tre sezioni proprio dietro il portellone anteriore e la porta di servizio posteriore. Il carrello cedette e l'ala destra rimase sostanzialmente danneggiata alla base.

## Le indagini
L'Ufficio per le indagini sugli incidenti aerei del Myanmar avviò un'indagine sull'incidente. Il rapporto finale ha concluso che l'equipaggio di volo non aveva avviato un riattaccata dopo un avvicinamento non stabilizzato. L'uscita di pista era stata causata dalla commutazione delle eliche in modalità beta range da parte dell'equipaggio di volo.